# Šlikův palác
Šlikův palác, také Šlikovský palác nebo měšťanský dům U Šliků, je klasicistní palác v ulici Pohořelec 111/25 na Hradčanech v městské části Praha 1. Je chráněn jako kulturní památka.

## Historie a popis

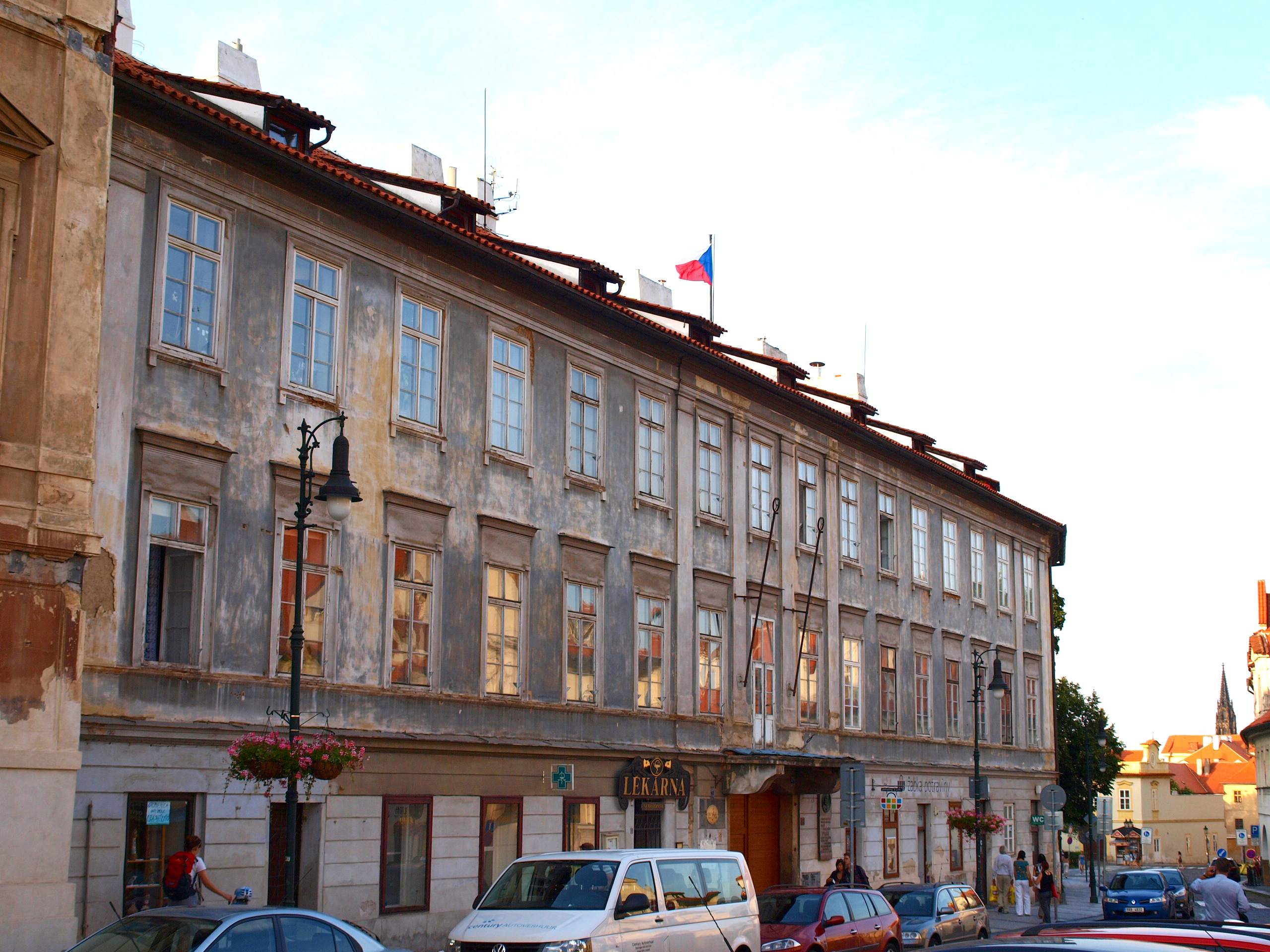
Šlikův palác na Pohořelci před rekonstrukcí

Již roku 1377 zde stál dům Václava Žáčka a podle zpráv z následujících let byl z obou stran obklopen dalšími kamennými domy, jež měly také své zahrady. Koncem 16. století tento dům se zahradou vlastnil císařský úředník David Keller. Měl na starosti evidenci zásobování Pražského hradu potravinami (byl Futterschreiber), které povozy přivážely do Prahy po Karlovarské silnici a procházely kontrolou ve Strahovské bráně. Roku 1600 od něj dům koupil za 1500 tolarů další císařský úředník, rada dvorské komory Pavel z Krausenecku, který původní domek přestavěl na pozdně renesanční dům a za více než čtyřnásobek původní ceny v roce 1607 prodal říšskému místokancléři Leopoldu ze Strahlendorfu. K zásadnímu spojení objektu se sousedním domem došlo za vlastnictví Jindřicha Šlika v polovině 17. století, kdy byly oba domy upraveny ve stylu raného baroka. V době francouzské okupace Prahy ve 40. letech 18. století byl palác poškozen. Šlikova rodina pozemek s domy prodala roku 1786 měšťance Zuzaně Ehrenreichové, název však už zůstal.
V 19. století byla zbourána průčelní budova, místo ní dal strahovský důchodní Anton Rytych roku 1845 postavit klasicistní novostavbu podle plánů Johanna Heinricha Frenzela. Zahrada začala být hospodářsky využívána od roku 1875, kdy město v domě zřídilo městský sirotčinec, nazvaný jménem arcivévodkyně Gisely, který zůstal v provozu až do roku 1913, než se přestěhoval do novostavby na Prašném mostě.
V roce 1849 se zde narodil jeden ze zakladatelů československé sociálně demokratické strany Josef Boleslav Pecka-Strahovský, jehož připomíná pamětní deska vedle vjezdu. Od roku 1857 zde bydlel a v roce 1861 zemřel farář, vlastenec, archeolog a spisovatel Václav Krolmus.
Budova je trojkřídlá, hlavní uliční křídlo klesá podél Pohořelce na východ směrem k Loretánskému náměstí. Boční křídla objektu tvoří obdélný dvůr, na východní křídlo navazuje ještě zahrada. Úzké západní křídlo přiléhá k sousednímu domu čp. 112/24.
Klasicistní, nevýrazné uliční průčelí domu je dvoupatrové, v přímé části sedmnáctiosé a v mírně zalomené části východního nároží dvouosé. Přízemí pokrývá pásování. Uprostřed přízemí je pískovcový vjezdový portál, nad ním balkónová deska na dvojici prohnutých krakorců s kovovým zábradlím.

## Pobočka Městské knihovny Praha
Od roku 1905 do roku 2013 zde byla pobočka Městské knihovny v Praze s názvem Hradčany. Šlo o první pobočku Městské knihovny (z dnešních cca padesáti) a jejímu otevření byl přítomen i tehdejší ředitel knihovny básník Antonín Sova. Po roce byla pobočka i se zrekonstruovanou zahradou znovu otevřena, knihovna je ale v jiných prostorách a také vchod je umístěn jinde.